# Pogórze Zachodniobeskidzkie
Pogórze Zachodniobeskidzkie (513.3, czes. Západobeskydské podhůří) – makroregion w Polsce i Czechach, w Zewnętrznych Karpatach Zachodnich. Zaliczają się do niego mezoregiony:
- Pogórze Morawsko-Śląskie
- Pogórze Śląskie
- Pogórze Wielickie
- Pogórze Wiśnickie.

## Mapy

Pogórze Morawsko-Śląskie (D1)
Pogórze Śląskie (D2)
Pogórze Wielickie (D3)
Pogórze Wiśnickie (D4)